# 帕洛马尔德亚罗约斯
帕洛马尔德亚罗约斯，是西班牙阿拉贡自治区特鲁埃尔省的一个市镇。总面积34平方公里，总人口246人（2001年），人口密度7人/平方公里。